# Deroceras occidentalis
Deroceras occidentalis is een slakkensoort uit de familie van de Agriolimacidae. De wetenschappelijke naam van de soort is voor het eerst geldig gepubliceerd in 1966 door Grossu & Lupu.